# 范县站
范县站，位于中华人民共和国河南省濮阳市范县白衣阁乡，是瓦日铁路、汤台铁路上的火车站，建于1997年，目前进行站房升级改造，未来将开通客运业务，由中国铁路郑州局集团安阳综合段管辖。

## 歷史
- 建于1997年。

## 业务办理
只办理货运业务。不办理任何客运业务。

## 外部連結
- 中国铁路客户服务中心 （页面存档备份，存于）